# يان أستون
يان أستون (بالإنجليزية: Ian Aston)‏ هو لاعب كرة قدم أسترالية أسترالي، ولد في 14 أكتوبر 1938 في St Arnaud, Victoria ‏ في أستراليا، وتوفي في 10 نوفمبر 1988.

## وصلات خارجية
- يان أستون على موقع AustralianFootball.com (الإنجليزية)
- يان أستون على موقع AFLtables.com (الإنجليزية)